# Йорк, Ойген
Ойген (Евген, Евгений, Юджен) Йорк (нем. Eugen York; 1912—1991) — немецкий режиссёр и сценарист.

## Биография
Ойген Йорк родился 26 ноября 1912 года в городе Рыбинске в Российской империи. В детстве переехал с родителями в Германию, в Берлин. Посещал Французскую гимназию. Уже там проявил интерес к киноиндустрии.
Работал сначала в качестве редактора и ассистента режиссёра. С 1937 он снял несколько фильмов для «Universum Film» и «Kulturfilm». Его учителем стал режиссёр Вальтер Руттман.
После примерно шести лет работы на «Universum Film», Ойген Йорк в 1943 году впервые выступил в качестве режиссёра — это была игровая сценка с пропагандой «Liese und Miese». В 1944 году он ставит фильм в жанре любовной истории «Heidesommer» — это был его первый полнометражный художественный фильм, однако, в связи с положением в стране в то время, он остался незаконченным.
После войны Йорк в течение нескольких лет работал на озвучивании. Осенью 1947 года вместе с продюсером Артуром Браунером снял фильм «Моритури», рассказывающий о побеге заключённых из концентрационного лагеря и их жизни в лесу. Сначала фильм был отвергнут немецкой публикой, но в дальнейшем пользовался успехом и ныне является наиболее известной работой Йорка. Последующие фильмы, в том числе «Der Mann im Strom» с Хансом Альберсом в главной роли, пользовались меньшим успехом. С 1958 года Ойген Йорк снимал в основном для телевидения.
Всего за свою карьеру с 1938 по 1984 год Йорк создал 35 фильмов.
Был некоторое время в браке с актрисой Катей Гёрной.
Умер 18 ноября 1991 года в Берлине.